# Polyommatus actis
Polyommatus actis is een vlinder uit de familie van de Lycaenidae. De wetenschappelijke naam van de soort is voor het eerst gepubliceerd in 1851 door Herrich-Schäffer.
De soort komt voor in Turkije.